# Trujillo (Peru)
Trujillo egy nagyváros Peruban, a Csendes-óceán partjának közelében, La Libertad megye székhelye. Lakossága 2012-ben 788 ezer fő volt. Fontos iparváros.

## Története
A környéken már mintegy tízezer éve élnek emberek: az elsők halászattal, vadászattal és gyűjtögetéssel foglalkoztak, később kerteket műveltek, majd szertartási központokat építettek. A 12. században a csimu kultúra virágzott fel: ők építették fel a mai Trujillo közelében központjukat, Chan Chant, és innen terjeszkedtek a partvidékek felé, ám a 15. században az inkák leigázták őket.
1534-ben, néhány évvel azután, hogy a spanyolok megérkeztek Peruba, Diego de Almagro megalapította a mai várost Trujillo de Nueva Castilla néven. A sakktáblaszerű utcahálózatot eredményező telekfelosztást Martín de Estete tervezte meg. A 19. században itt kiáltották ki először a függetlenséget, ennek köszönhetően 1825-ben a megyét, amelyhez tartozik, La Libertad, azaz „a szabadság” névre keresztelték át.
A 20. században a környéken számos nagybirtok alakult ki, amelyeken főleg cukornád termesztésével foglalkoztak. Az 1970-es évek mezőgazdasági reformja a nagybirtokokat a munkások tulajdonában álló szövetkezetetté alakította, azóta pedig a termesztett növények köre is bővült: ma már a rizs és a spárga termesztése is fontos megélhetési forrás a környékbelieknek.

## Turizmus, látnivalók
A város fontos műemléke a 17. században épült Szűz Mária-székesegyház. Trujillo közelében találhatók a Csimu királyság egykori fővárosának, Chan Channak a romjai is.